# 亨尼格·布兰德
亨尼格·布兰德（Hennig Brand，1630年—？），是一名德國鍊金術士。布兰德嘗試找尋賢者之石而未果，期間通過加熱大量尿液而意外地發現了化學元素磷，成為有紀錄而來第一個化學元素發現者。磷的發現被認為是標記着鍊金術的結束，也標記着化學作為一門科學的開始。

## 生平
布兰德年輕時曾當過玻璃製師學徒，在三十年戰爭時擔任陸軍軍官，社會地位高；他其後成為一名商人，從商時亦是一名業餘鍊金術士，自诩为醫生。他曾迎娶一名富有的女子，得到大量的嫁妝，喪妻後再娶了另一名富有的女子，最少育有一名繼子；他用妻子的金錢嘗試製造黃金和修建地庫實驗室，並僱用繼子為實驗室助理。布兰德死時默默无闻，未知他確實的死亡日期；一種說法認為他在1692年去世，另一說認為他可能在1710年後去世。

## 發現磷
作為一名鍊金術士，布兰德曾嘗試加熱、混合、過濾不同的酸、鹼、礦物質，以期製造出能把普通金屬轉化為黃金的賢者之石，但是仍未成功。最終，布兰德認為可以用蒸餾法從金黃色的人類尿液提取黃金，為此儲存了1,500加侖來自德國軍人的尿液。他把啤酒飲用者剛排出的尿液蒸發至只剩下黑色殘留物，將殘留物閒置數月，再把殘留物與沙一起加熱；多種氣體產生，也有油在混合物中凝結。最終，一種潔白如雪、像蠟的固體沉積在混合物的底部，這種物質能夠发光；布兰德把自己新發現的物質命名為磷，意為帶光者。他之所以能夠從尿液提取磷，是因為尿液含有數量可觀的磷酸鹽，例如磷酸鈉；這些磷酸鹽中的氧原子在強力加熱下與碳發生化學反應，產生一氧化碳和氣態的磷，氣態的磷又凝結為液態、再凝固為固體。
就這樣，布兰德在1669年意外地發現了磷，成為有紀錄而來的第一個化學元素發現者；磷的發現被認為是標記着鍊金術的結束，以及化學作為一門科學的開始，但這說法存在爭議。布兰德嘗試把磷用作照明和發光墨水，又以為磷就是賢者之石，希望把自己的發現保密；他後來陷入財困，只好把這個秘密分別出售給丹尼爾·卡夫、約翰·馮·勞芬斯登琨克爾和哥特佛萊德·萊布尼茲。其中，卡夫在歐洲宮廷演示磷的發光，從而賺得大量金錢，又把一些磷樣本交給化學家羅拔·波義耳；波義耳成功製備磷，並就磷的化學出版了一本書。萊布尼茲則以為，布兰德可以藉由大量生產磷來發現賢者之石。
布兰德發現磷後，有人冒認是磷的發現者，但一名與布兰德相識的人記下了布兰德發現磷的故事，才令冒認者無法得逞。1737年，一名身分不明的人士把布兰德製磷的方法售予法國科學院，令這個方法更廣為人知。

## 文化影響
畫家約瑟夫·懷特的《尋找哲人石的鍊金術士發現了磷》的作品描繪了布兰德發現磷的一刻。小說《回到流亡》（直譯）亦有提到布兰德的情節：在對話中，書中角色安德魯（Andrew）表示布兰德是最後一位偉大的鍊金術士，介紹他發現磷的方法，又指出布兰德的死亡和葬禮完全沒有記錄，另一名角色漢德斯（Hands）隨即認為布兰德仍在世。

## 參註